# 本日も晴れ。異状なし
『日曜劇場・本日も晴れ。異状なし 〜南の島 駐在所物語〜』（ほんじつもはれ。いじょうなし みなみのしま ちゅうざいじょものがたり）は、2009年1月18日から同年3月15日までTBS系列で放映された坂口憲二主演のテレビドラマ。放送時間は毎週日曜日の21:00 - 21:54 (JST)、初回は15分拡大スペシャル。
物語の大きなテーマとなるのは「償い」と「再生」。
設定上は沖縄県の「那瑠美島」となっているが、実際にはそのような島は存在せず、波照間島をモデルにした架空の島である。ほとんどの撮影を沖縄本島で行い、一部のシーンは波照間島で行った。

## キャスト
- 白瀬 遼：坂口憲二
  - ある事件がきっかけで刑事をやめ、那留美島の駐在所に勤務する。母親がいない玉城星太・美波姉弟を引き取り、面倒を見る。島のみんなからは、「駐在さん」と呼ばれている。最終回で、銃密輸犯に銃で撃たれるが、一命を取り戻す。1年後、沖縄県警に入り直し、また那留美島駐在所で働く。また、豚キムチが大好きである。
- 西門 うらら：松下奈緒
  - 本土出身の小学校教師。那留美島から出たいと思っていたが、白瀬に止められ、那留美島で教師を続ける。最初は白瀬をうざいと思っていたが、徐々に好意ができていく。最終回で撃たれた白瀬の代わりに星太・美波を育てる。また、ビールとポーク缶が大好きである。
- 玉城 美波：夏未エレナ
  - 白瀬に引き取られる。だが、白瀬に対してうざいと思っており、西門を嫌っている。
- 玉城 星太：丸山歩夢
  - 白瀬に引き取られる。虫垂炎になる。
- 玉城 フミコ
  - 星太と美波の母親。故人となる。
- 知念 キヌ：前田美波里
- 小山内 日名子：中塚みの
- 照屋 光生：青木崇高
- 照屋 春生：藤木勇人
- 照屋 育江：岡本麗
- 平良 公平：半海一晃
- 平良 節子：大森暁美
- 平良 愛子：福地柚
- 下地 久：本間剛
- 下地 ゆかり：金城いづみ
- 下地 靖之：太賀
- 下地 梨絵：山城侑里佳
- 島袋 俊男：新垣正弘
- 島袋 友子：平栗あつみ
- 島袋 タケル：長嶺賢神
- 新垣 ナオミ：青山倫子
- 新垣 一郎：松田圭祐
- 新垣 二郎：畠山紫音
- 又吉 仙吉：近藤芳正
- 又吉 万作：田中実
- 梶井 誠：宇梶剛士
- 安土 桃彦：中村靖日
- 片岡 慎一郎：遠藤憲一
- 立花 和美：布施博

## スタッフ
- 脚本：藤本有紀
- 音楽：池頼広、松下奈緒
- 演出：加藤新、武藤淳、山本剛義
- プロデューサー：植田博樹、正木敦
- 制作：TBSテレビ
- 製作著作：TBS

## 放送日程
| 各話                                                      | 放送日  | サブタイトル                                         | 演出     | 視聴率 |
| --------------------------------------------------------- | ------- | ---------------------------------------------------- | -------- | ------ |
| 第1話                                                     | 1月18日 | 日本最南端の離島にやってきた駐在さんの熱血全力奮闘記 | 加藤新   | 12.4%  |
| 第2話                                                     | 1月25日 | この島で医者よりも大切なもの…それは                  | 武藤淳   | 10.0%  |
| 第3話                                                     | 2月01日 | 駐在さんの魂の授業学校のピンチを救え                 | 武藤淳   | 8.3%   |
| 第4話                                                     | 2月08日 | 認知症の母を抱え…窃盗事件、涙の真相                  | 山本剛義 | 7.1%   |
| 第5話                                                     | 2月15日 | 進学よりも大切なもの〜15才の春の決断                 | 加藤新   | 7.3%   |
| 第6話                                                     | 2月22日 | 父ちゃんに会いたい七歳の逃亡者、海へ                 | 武藤淳   | 6.3%   |
| 第7話                                                     | 3月01日 | 恐怖のデカ長襲来!! マル暴に復職せよ!!                | 山本剛義 | 7.0%   |
| 第8話                                                     | 3月08日 | 島が死んでしまう!? 最後の民宿、炎上!!                | 加藤新   | 6.8%   |
| 最終話                                                    | 3月15日 | 40年前の悲劇…そして輝く未来へ                        | 武藤淳   | 8.4%   |
| 平均視聴率8.18%（視聴率は関東地区・ビデオリサーチ社調べ） |         |                                                      |          |        |

## 音楽
劇中の音楽「ほし」は松下奈緒が作曲した。モチーフは第1話で母親を亡くした少年の心情である。少年は夜毎空を見上げては「母親が見守ってくれている」と信じており、その視線の先には南十字星が輝いている。このような情景に宛てた背景音楽である。

### 主題歌
「ねがい」
歌：秋川雅史

### 劇中歌
「行逢いぶさ（いちゃいぶさ）」
作曲：松下奈緒、沢田穣治（原曲：松下奈緒「ほし」） / 作詞：よなは徹、泉知行
上記の「ほし」を原曲に、沖縄音階（五音音階）で沢田穣治と共作した。「行逢いぶさ」とは「逢いたいよ」という意味である。

## 関連物

### CD
- 秋川雅史『ねがい』タクミノート、TECG-19、2009年2月18日発売。
- 池頼広、松下奈緒『本日も晴れ。異状なし 〜南の島 駐在所物語〜 オリジナル・サウンドトラック』HARBOR RECORDS、NQCL-2022、2009年3月11日発売。
  - 劇中音楽23曲収録。「ほし 〜ストリングスアレンジ・バージョン〜」「ほし 〜行逢いぶさバージョン〜」を収録。
- 松下奈緒『pf』エピックレコード、ESCL-3157、2009年2月4日発売。
  - 松下奈緒の3rdアルバム。「ほし 〜ピアノ・ソロ・バージョン〜」を収録。

### DVD
- 『本日も晴れ。異状なし 〜南の島 駐在所物語〜』TCエンタテインメント、2009年8月5日発売。